# Frontières de la Macédoine du Nord
Cet article recense les frontières de la Macédoine du Nord.
Le pays a quelque 766 km de frontières, partagées avec le Kosovo au nord-ouest, Avec  la Serbie au nord, la Bulgarie à l’est, la Grèce au sud et l’ Albanie à l’ouest.
La frontière au nord avec la Serbie et le Kosovo est de 221 kilomètres de long. La frontière a été faite après la Seconde Guerre mondiale, entre la république socialiste de Macédoine et la république socialiste de Serbie. Mais en 2008 quand le Kosovo déclara son indépendance la frontière avec elle a été redessinée.  Plus de la moitié de la frontière sépare la Macédoine du Nord du Kosovo . Le tripoint avec l’Albanie, la frontière  nord-est le long du bassin versant des Monts Šar. Cela décrit une courbe vers le sud à travers la rivière Lepenac et se dirige vers le nord-est pour parcourir le Mont Crna avant de prendre la direction parcours légèrement au nord de l’est à travers le paysage caractéristiques du tripoint avec la Bulgarie.
La limite établie de Yougoslavie et de la république populaire de Bulgarie a été accepté après l’indépendance en 1992. La frontière cours du nord, franchie la rivière Stroumitsa et s’élève ensuite jusqu’au bassin versant qu’il suit vers le nord, puis vers le nord-ouest jusqu’au trépied avec la Serbie.
La frontière sud qui sépare la Macédoine du Nord et la Grèce est la plus longue frontière. Elle a été marquée par le Traité de Bucarest en 1913. La frontière commence du tripoint avec l’Albanie, au lac Prespa, la frontière est en ligne droite vers l’est au-dessus du lac, puis continue dans le nord-est à travers le relief du Voras Oros (Nidže), où il tourne vers le nord-est. Il traverse le bassin versant du Voras Oros, puis continue vers l’est le long du bassin versant avant de se jeter dans la vallée du fleuve Vardar. La frontière continue vers l’est et tourne ensuite vers le nord à travers le lac Doïran, avant, à la latitude de Valandovo, tournant vers l’est au tripoint avec la Bulgarie sur le mont Tumba.
La frontière avec l’Albanie a été marquée d’abord en 1926, puis avec le Traité de Paris en 1947. La frontière commence à partir du tripoint avec le Kosovo et suit un bassin versant avant de traverser, et sur une courte distance, en suivant le Drin noir et en continuant le long d’une crête jusqu’au Lac d'Ohrid. Il traverse le lac, laissant environ un tiers en Albanie, traverse une haute crête et rencontre le tripoint avec la Grèce dans le lac Prespa.

## Frontières terrestres
| Pays     | Terre (km) | Notes                           |
| -------- | ---------- | ------------------------------- |
| Kosovo   | 159        |                                 |
| Serbie   | 62         |                                 |
| Bulgarie | 148        | Frontière de l'Union Européenne |
| Grèce    | 248        | Frontière de l’Union européenne |
| Albanie  | 151        |                                 |
| Total    | 766        |                                 |